# Holostemma
Holostemma es un género de lianas de la familia Apocynaceae. Contiene 13 especies. Es originario de Asia donde se distribuyen por China, India, Birmania, Sri Lanka y Tailandia. 

## Descripción
Son grandes lianas, herbáceas o leñosas. Las inflorescencias son extra-axilares, en umbelas, a veces ramificadas, más cortas que las hojas, por lo general con pocas flores. El fruto es un robusto folículo, cilíndrico-fusiforme, ligeramente cónico con un ápice romo.

## Taxonomía
El género fue descrito por Robert Brown y publicado en Memoirs of the Wernerian Natural History Society 1: 42. 1810. La especie tipo es: Holostemma ada-kodien Schult.

## Especies
- Holostemma ada-kodien
- Holostemma annularis
- Holostemma brunonianum
- Holostemma candolleanum
- Holostemma chilense
- Holostemma fragrans
- Holostemma laeve
- Holostemma muricatum
- Holostemma pictum
- Holostemma rheedei
- Holostemma rheedianum
- Holostemma sinense
- Holostemma tuberculatum